# Asztrid belga királyné
Asztrid belga királyné, született Asztrid svéd hercegnő (svédül: Prinsessa Astrid av Sverige, teljes nevén Astrid Sofia Lovisa Thyra; Stockholm, 1905. november 17. – Küssnacht am Rigi, 1935. augusztus 29.) svéd hercegnő, házassága révén Belgium királynéja.

## Élete

### Származása, gyermekkora
Asztrid hercegnő 1905-ben látott napvilágot Károly svéd királyi és västergötlandi herceg és Ingeborg dán királyi hercegnő harmadik leányaként. Két leánytestvére közül Margit hercegnő egy dán herceghez, míg Márta hercegnő a norvég trónörököshöz ment feleségül. Egyetlen fiútestvére, Károly herceg morganatikus házassága okán egy ideig nem tartozott a családhoz, később a „Bernadotte herceg” rangra emelkedett.
A hercegnő és testvérei gyermekkoruk legnagyobb részét a család vidéki birtokain töltötték. Szüleik boldog, visszavonult életet biztosítottak nekik, nagy hangsúlyt helyezve a megfelelő oktatásra és a svéd népművészet szeretetére.

### Házassága, gyermekei
1926-ban Svédországba látogatott Erzsébet belga királyné, aki rögtön felfigyelt Asztrid hercegnőre: „húszéves… elbűvölő, magas, karcsú, jó felépítésű, az arca kerek, a bőre rózsás, nagyon szép bőre van, barna haját rövidre vágva hordja, nagy, kék szeme van, akár egy macskának, kecses, jó mozgású és a profilja elég hangsúlyos. A fogai kicsit előreállnak, s az egyiken van egy picike fekete folt. Rettenetesen félénk. Azonnal megtetszett”. A belga királyné a hercegnőt választotta feleségül fiának, Lipót belga királyi és brabanti hercegnek, a belga trón várományosának. Rövid időn belül maga a herceg is elutazott a svéd királyi udvarba, hogy találkozzék a hercegnővel. Lipót herceg és Asztrid hercegnő között első látásra gyengéd érzelmek szövődtek, ezt tanúsítják I. Albert belga király szavai is: „meggyőződésünk – és ez csak tovább fokozza örömünket –, hogy a hercegnő boldoggá fogja tenni a fiunkat, aki egy életre szövetkezik vele, s ezt nem politikai érdek, hanem az egymás iránt táplált érzelmek diktálják”.

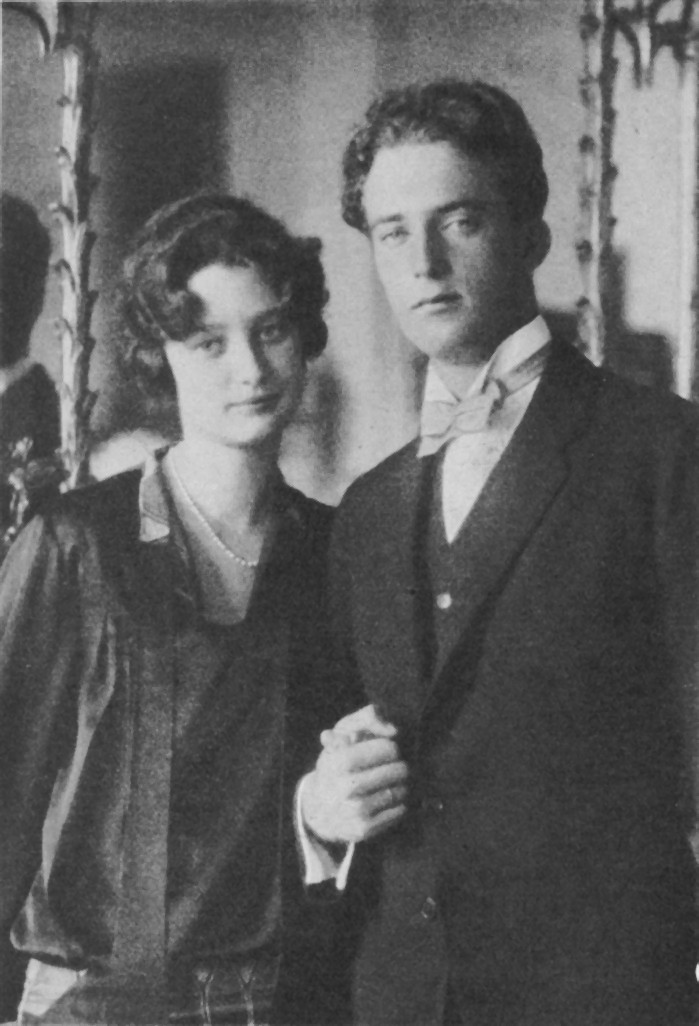
Asztrid svéd hercegnő és Lipót brabanti herceg eljegyzési fényképe

A polgári esküvőre 1926. november 4-én a svéd fővárosban, az egyházi szertartásra november 10-én Brüsszelben került sor. Az újdonsült trónörökösné egy diadémot kapott ajándékba a belgáktól házassági ajándékként. Az ifjú pár egyszerű életet élt, mindennapjaik ellenben a nyilvánosság előtt zajlottak. Boldog, harmonikus házasságukból három gyermek származott:
- Jozefina Sarolta királyi hercegnő (1927–2005), házassága révén Luxemburg nagyhercegnéje és Nassau címzetes hercegnéje,
- Baldvin királyi herceg (1930–1993), 1951-től haláláig Belgium királya,
- Albert királyi herceg (1934–), bátyjának utódaként 1993–2013 között Belgium királya.

### Belgium királynéja
A svéd királyi család hagyományainak megfelelően Asztrid hercegnőt a lutheránus hitre keresztelték meg. Férjhezmenetele után, belga trónörökösnéként a hercegnő úgy határozott, áttér a belga államvallásra, és római katolikussá lesz. A katolikus eszmék híve csak a vallás hosszasabb tanulmányozása után lett; a belga királyi család és a nép ugyanakkor nagy örömmel fogadta a trónörökösné döntését.
1934 februárjában I. Albert király hegymászás közben balesetet szenvedett, és belehalt sérüléseibe. A trónt III. Lipót király és Asztrid királyné foglalta el. Az új királynét a belgák már trónörökösnéként a szívükbe zárták – a „hóhercegnő” becenévre keresztelték. Népszerűségét elsősorban jószolgálati tevékenységeinek köszönhette; a királyné szívén viselte a nők, a gyermekek és a hátrányos helyzetűek képzését és helyzetét. Idejét reprezentatív kötelességei mellett családjának szentelte; férjét mindenben támogatta. Az 1935-ös belga gazdasági válság során nyílt levélben hívta fel a figyelmet a szegényekre, valamint élelmiszert és ruhát gyűjtött számukra.

### Tragikus halála

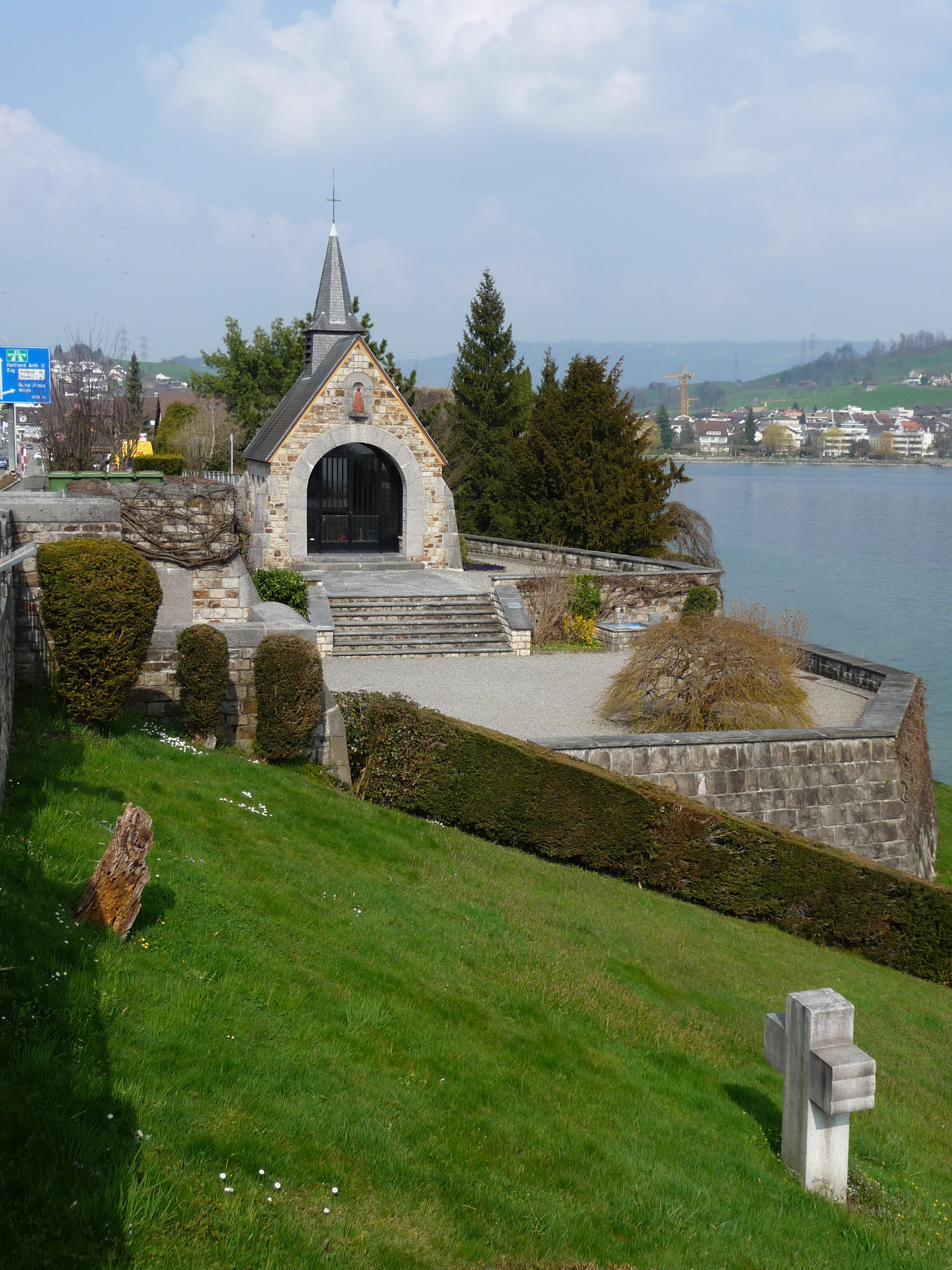
Az Asztrid-emlékkápolna Küssnachtban

1935 augusztusában a királyi pár svájci vakációra utazott. Augusztus 29-én a Schwyz kanton-beli Küssnacht am Rigi városának közelébe tett kirándulás során Lipót király és felesége autóbalesetet szenvedtek. Maga az uralkodó ült a volánnál; ám elvesztette uralmát a jármű fölött, ami egy fának csapódott, majd a Vierwaldstätti-tó vizébe zuhant. A király könnyebb sérülésekkel túlélte a szerencsétlenséget, Asztrid királyné azonban életét vesztette. Ravatalánál rengetegen rótták le kegyeletüket; a királynét a laekeni kastélyban temették el.
Halála után hat évvel, 1941-ben, már a megszálló német csapatok „védőőrizetében” III. Lipót király újból megnősült; a közvélemény soha nem tudta elfogadni az uralkodó új, polgári származású feleségét. Az elhunyt Asztrid királynét máig a legnépszerűbb belga királynéként tartják számon; halálának színhelyén emlékkápolnát szenteltek neki. Emlékét máig számos utca, tér és park őrzi nemcsak Belgiumban, de szülőföldjén is. Arcképe még halála után is feltűnt a belga bélyegeken. 2005-ben születésének századik évfordulója alkalmából kiállítás nyílt róla leszármazottainak támogatásával a stockholmi királyi palotában.